# Minneapolis-Saint Paul

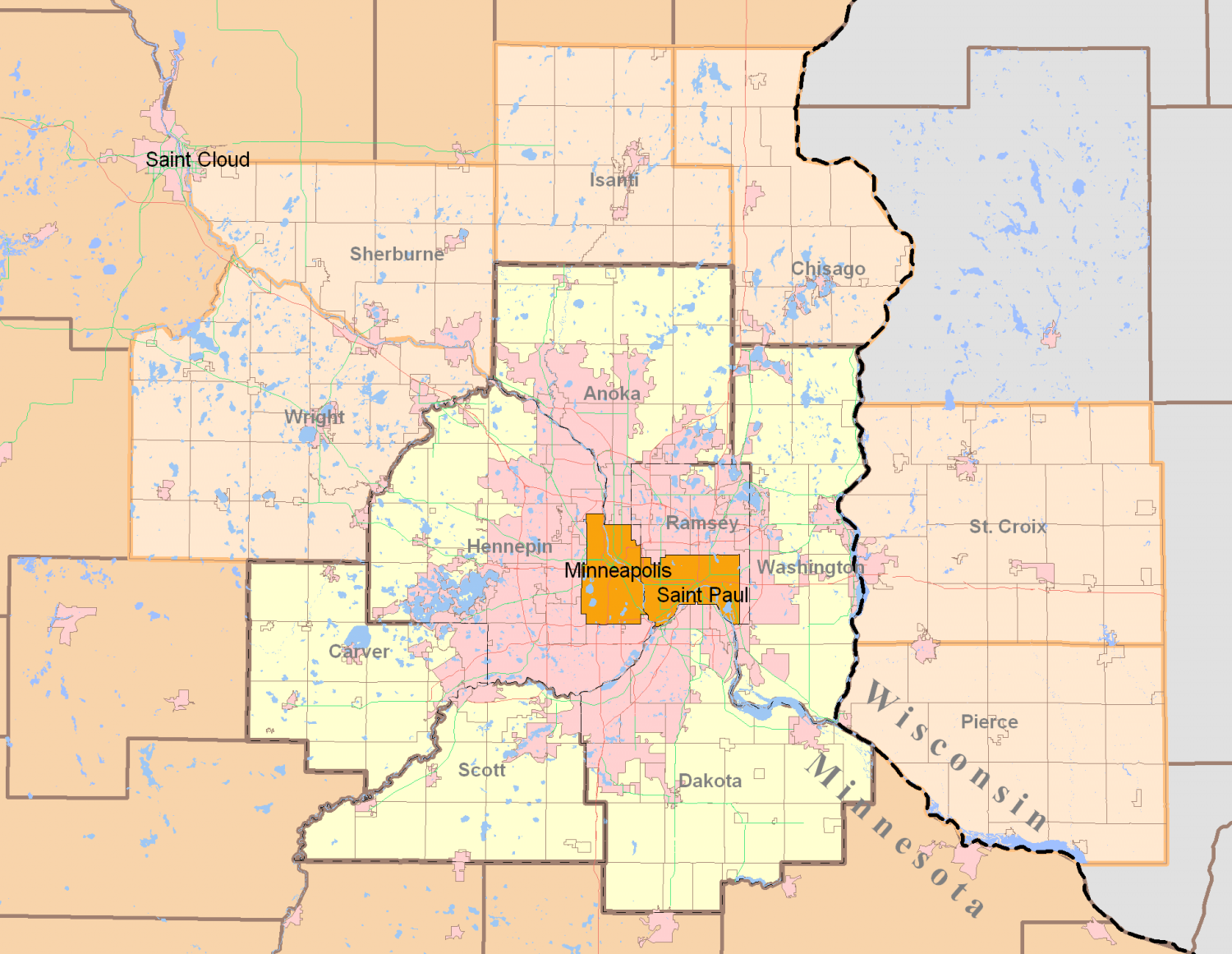
Metrodekking van Minneapolis-Saint Paul

De tweelingsteden Minneapolis en Saint Paul vormen samen met de twee county's waarvan ze deel uitmaken, samen met 11 andere county's in de deelstaten Minnesota en Wisconsin, de metropool Minneapolis-Saint Paul. In de Verenigde Staten wordt veelal naar de steden gerefereerd als de Twin Cities (Tweelingsteden). St. Paul is tevens de hoofdstad van Minnesota.
In de regio wonen 3.615.902 mensen (2010), in grootte de 15e stedelijke agglomeratie van de Verenigde Staten.